# Hasselderheide
Hasselderheide (Limburgs: De Hasselderhei) is een villawijk in Velden, in de Nederlandse provincie Limburg. De wijk hoorde tot 1 januari 2010 bij de gemeente Arcen en Velden. Na deze datum is deze gemeente opgegaan in de gemeente Venlo. Er wonen ongeveer 300 inwoners.
De wijk ligt zes kilometer ten noorden van Venlo. Hasselderheide is gelegen in een bos en grenst aan Velden en aan het gehucht Schandelo. Door de wijk stroomt de Latbeek en ten noordoosten stroomt de Schandelsebeek. Verder naar het noordoosten ligt het bosgebied van de Schandelosche Heide. Hasselderheide staat bekend om de vele villa’s die er gelegen zijn. 
Buurt Hasselderheide heeft afgerond een totale oppervlakte van 22 hectare land (100 hectare is 1 km²). De gemiddelde dichtheid van adressen is 162 adressen per km². Er wonen 135 huishoudens in buurt Hasselderheide. Postcode 5941 is de meest voorkomende postcode in buurt Hasselderheide. Buurt Hasselderheide ligt binnen Wijk Velden in de gemeente Venlo. Het gebied Schandelosche Broek valt gedeeltelijk binnen de buurt Hasselderheide.
In Hasselderheide ligt onder andere een manege (aan de Molendijk), waar diverse lessen gegeven worden en wedstrijden worden georganiseerd.
Verder is hier ook een overnachtingsaccommodatie voor wandelaars, fietser of natuurliefhebbers gevestigd volgens het bed and breakfast-principe.